# Талая, Сильвия
Сильвия Талая (хорв. Silvija Talaja; родилась 14 января 1978 года в Имотски, Югославия) — хорватская теннисистка.
- Победительница 3 турниров WTA (2 — в одиночном разряде).
- Экс-3-я ракетка мира в юниорском рейтинге.

## Общая информация
Сильвия одна из двух дочерей Бозилики и Владо Талая (отец являлся директором теннисного клуба, а мать была работником газеты). Сестру уроженки Имотски зовут Славица (некоторое время она также играла в теннис, а позже работала тренером по этому виду спорта).
Хорватка пришла в теннис в 7 лет. На корте Сильвия предпочитала действовать у задней линии, возвращая мяч мощными ударами. Одним из преимуществ теннисистки была её скорость передвижения по корту. Любимое покрытие — грунт.
Описывая себя Талая подчёркивает свою сентиментальность, упрямство, открытость при общении с людьми, а также желание находиться в кругу счастливых людей.
В мае 2006 года Сильвия оформила свои давние отношения с Тончей Толей. В январе 2007 года у пары родился сын Габриэль.

## Спортивная карьера

### 1991-98
Первые шаги в профессиональных турнирах хорватка сделала в апреле 1991 года, проведя в Биограде своё единственное соревнование в статусе спортсменки из СФРЮ. Более-менее регулярные выступления начинаются только в следующем году. В конце 1992 года Сильвия впервые заявляет о своих потенциальных возможностях, переиграв в первом круге 50-тысячника в австралийском Куйонге на тот момент 75-ю ракетку мира Дженни Бирн.
Проведя несколько десятков турниров на этом уровне и насобирав в них очков на попадание в Top350 одиночной классификации, Талая пробует свои силы в квалификациях турниров WTA. С третьей попытки хорватка покоряет отборочный турнир, выйдя в основу турнира в швейцарском Люцерне.
Сделать следующий качественный шаг в результатах довольно долго не удаётся и лишь летом 1996 года Сильвия впервые принимает участие в квалификации соревнования Большого шлема (на Уимблдоне). Одним из факторов того взлёта стали несколько домашних турниров, которые Талая сыграла в апреле: сначала был выигран 10-тысячник в Макарске, а затем добыт первый в карьере финал соревнования WTA в Боле. Те успехи впервые подняли юную хорватку в число двухсот сильнейших одиночниц мира.
Первая попытка пройти в основу турнира Большого шлема завершилась относительной неудачей: Сильвия выиграла два матча, остановившись в шаге от покорения квалификации. Чуть позже, удачно сыграв несколько европейских грунтовых турниров, хорватка впервые в карьере входит в Top100 одиночной классификации. Следующий сезон уходит на привыкание к новому уровню соперниц. Новый рост результатов вновь приходится на домашние турниры: в конце апреля Сильвия доходит до полуфинала турнира в Боле, затем отмечается в финале 25-тысячника в Будапеште и проходит квалификацию на Уимблдоне. Dj второй половине сезона Сильвия продолжает стабильно выигрывать по несколько матчей на каждом турнире и постепенно набирает достаточный рейтинг, чтобы вернуться в Top100. Финальная точка в этом походе поставлена на турнире в Паттайе, где хорватка выходит в полуфинал, оставив за бортом соревнований 23-ю ракетку мира Генриету Надьову.

### 1999—2007
Второе попадание в Top100 оказывается удачнее первого: Сильвии удаётся показывать стабильно хорошие результаты на турнирах младших категорий WTA добыв несколько полуфиналов и финалов. Вновь удачно складывается французский турнир Большого шлема: хорватка проходит в третий круг, обыграв Анн-Гаэль Сидо и Чанду Рубин.
Столь же удачно проходит и следующий сезон: уже на первом же турнире в Голд-Косте Талая впервые побеждает на соревновании WTA, последовательно обыграв Анну Курникову, Кончиту Мартинес и Аранчу Санчес-Викарио. В дальнейшем уровень результатов несколько снижается, но в мае хорватка вторично выходит на пик формы, побеждая на соревновании в Страсбурге. На пути к титулу обыграна 7-я ракетка мира Натали Тозья. Во второй половине сезона хорватка всё чаще завершает турниры уже после первого матча, но набранного ранее запаса очков оказывается достаточно, чтобы второй год подряд закончить в Top30.
В 2001 году ситуация особенно не меняется и к июлю, после вычета главных прошлогодних завоеваний, Сильвия в очередной раз покидает Top100. Хорватка периодически проводит очень сильные матчи (как на турнире в Токио, где 19-я ракетка мира Аранча Санчес-Викарио оказалась лишь чуть-чуть сильнее её после трёхсетового противостояния); но былой стабильности не наблюдается.
В 2002-03 годах результаты стабилизируются. За счёт периодических успехов на турнирах младших категорий Талая удерживается в Top100, несколько раз побывав в полуфиналах и выйдя в финал в Токио. На подобном уровне хорватка прибывает до середины 2005 года, когда очередной спад результатов, наложившийся на замужество и беременность заставляет её завершить карьеру игрока.
В эти же сроки у Сильвии периодически случались неплохие выступления в парном разряде: в 2002-03 годах на европейских грунтовых турнирах она трижды играет в финалах и единожды завоёвывает титул. Позже, в 2005 году, она впервые добралась до финала хардового турнира.

### Сильвия в Кубке Федерации
В период между 1993 и 2003 годами Сильвия приняла участия в 16 матчах сборной Хорватии в рамках Кубка Федерации. В них Талае 24 раза доверялось выйти на корт в одиночных и парных встречах. Выиграть удалось ровно половину матчей. Лучшим своё выступлением за сборную Сильвия может считать матч квалификационного раунда Мировой группы 1998 года, когда Хорватия дома переиграла сборную Нидерландов, а Талая принесла своей команде два из трёх победных очков.

## Рейтинг на конец года
| Год  | Одиночный рейтинг | Парный рейтинг |
| 2006 | 758               | 475            |
| 2005 | 200               | 93             |
| 2004 | 113               | 77             |
| 2003 | 93                | 67             |
| 2002 | 75                | 139            |
| 2001 | 109               | 263            |
| 2000 | 30                |                |
| 1999 | 29                | 312            |
| 1998 | 89                | 819            |
| 1997 | 195               |                |
| 1996 | 97                |                |
| 1995 | 269               |                |
| 1994 | 247               |                |
| 1993 | 247               | 1580           |
| 1992 | 500               |                |

## Выступления на турнирах

### Выступление в одиночных турнирах

#### Финалы турнировWTAв одиночном разряде (6)

##### Победы (2)
| Легенда:                    |
| --------------------------- |
| Турниры Большого Шлема (0)  |
| Олимпиада (0)               |
| Итоговый чемпионат года (0) |
| 1-я категория (0)           |
| 2-я категория (0)           |
| 3-я категория (2+1)         |
| 4-я категория (0)           |
| 5-я категория (0)           |

| Титулы по покрытиям | Титулы по месту проведения матчей турнира |
| ------------------- | ----------------------------------------- |
| Хард (1)            | Зал (0)                                   |
| Грунт (1+1)         | Зал (0)                                   |
| Трава (0)           | Открытый воздух (2+1)                     |
| Ковёр (0)           | Открытый воздух (2+1)                     |

| №  | Дата          | Турнир               | Покрытие | Соперница в финале | Счёт        |
| 1. | 3 января 2000 | Голд-Кост, Австралия | Хард     | Кончита Мартинес   | 6-0 0-6 6-4 |
| 2. | 22 мая 2000   | Страсбург, Франция   | Грунт    | Рита Кути-Киш      | 7-5 4-6 6-3 |

##### Поражения (4)
| №  | Дата             | Турнир                       | Покрытие | Соперница в финале | Счёт        |
| 1. | 29 апреля 1996   | Бол, Хорватия                | Грунт    | Глория Пиццикини   | 0-6 2-6     |
| 2. | 14 июня 1999     | Хертогенбос, Нидерланды      | Трава    | Кристина Бранди    | 0-6 6-3 1-6 |
| 3. | 5 июля 1999      | Пёрчах-ам-Вёртер-Зе, Австрия | Грунт    | Карина Габшудова   | 6-2 4-6 4-6 |
| 4. | 30 сентября 2002 | Токио, Япония                | Хард     | Джилл Крейбас      | 6-2 4-6 4-6 |

#### Финалы турнировITFв одиночном разряде (2)

##### Победы (1)
| Легенда:        |
| --------------- |
| 100.000 USD (0) |
| 75.000 USD (0)  |
| 50.000 USD (0)  |
| 25.000 USD (0)  |
| 10.000 USD (1)  |

| Титулы по покрытиям | Титулы по месту проведения матчей турнира |
| ------------------- | ----------------------------------------- |
| Хард (0)            | Зал (0)                                   |
| Грунт (1)           | Зал (0)                                   |
| Трава (0)           | Открытый воздух (1)                       |
| Ковёр (0)           | Открытый воздух (1)                       |

| №  | Дата          | Турнир             | Покрытие | Соперница в финале | Счёт        |
| 1. | 25 марта 1996 | Макарска, Хорватия | Грунт    | Зузана Лесенарова  | 5-7 6-4 6-2 |

##### Поражения (1)
| №  | Дата        | Турнир            | Покрытие | Соперница в финале   | Счёт    |
| 1. | 7 июня 1998 | Будапешт, Венгрия | Грунт    | Анна-Мария Фёльденьи | 2-6 4-6 |

### Выступления в парном разряде

#### Финалы турнировWTAв парном разряде (4)

##### Победы (1)
| №  | Дата         | Турнир        | Покрытие | Партнёрша          | Соперницы в финале       | Счёт    |
| 1. | 26 июля 2003 | Сопот, Польша | Грунт    | Татьяна Перебийнис | Марет Ани Либуша Прушова | 6-4 6-2 |

##### Поражения (3)
| №  | Дата           | Турнир           | Покрытие | Партнёрша           | Соперницы в финале                  | Счёт    |
| 1. | 6 мая 2002     | Варшава, Польша  | Грунт    | Евгения Куликовская | Елена Костанич Генриета Надьова     | 1-6 1-6 |
| 2. | 4 августа 2003 | Эспоо, Финляндия | Грунт    | Татьяна Перебийнис  | Евгения Куликовская Елена Татаркова | 2-6 4-6 |
| 3. | 31 января 2005 | Паттайя, Таиланд | Хард     | Марта Домаховска    | Марион Бартоли Анна-Лена Грёнефельд | 3-6 2-6 |

## История выступлений на турнирах

### Одиночные турниры
| Турнир                 | 1996  | 1997          | 1998          | 1999          | 2000  | 2001          | 2002          | 2003          | 2004  | 2005  | 2006  | Итог   | В/П за карьеру |
| ---------------------- | ----- | ------------- | ------------- | ------------- | ----- | ------------- | ------------- | ------------- | ----- | ----- | ----- | ------ | -------------- |
| Турниры Большого Шлема |       |               |               |               |       |               |               |               |       |       |       |        |                |
| Australian Open        | -     | 1Р            | К             | 1Р            | 1Р    | 2Р            | 1Р            | 1Р            | 1Р    | 1Р    | К     | 0 / 10 | 1-10           |
| Roland Garros          | -     | 2Р            | -             | 3Р            | 1Р    | 1Р            | 1Р            | 2Р            | 3Р    | 1Р    | -     | 0 / 8  | 6-8            |
| Уимблдон               | К     | К             | 1Р            | 1Р            | 3Р    | -             | 1Р            | 1Р            | 2Р    | К     | -     | 0 / 9  | 11-9           |
| US Open                | -     | К             | К             | 1Р            | 1Р    | 2Р            | 1Р            | 2Р            | 1Р    | К     | -     | 0 / 9  | 5-9            |
| Итог                   | 0 / 1 | 0 / 4         | 0 / 3         | 0 / 4         | 0 / 4 | 0 / 3         | 0 / 4         | 0 / 4         | 0 / 4 | 0 / 4 | 0 / 1 | 0 / 36 |                |
| В/П в сезоне           | 2-1   | 3-4           | 5-3           | 2-4           | 2-4   | 2-3           | 0-4           | 2-4           | 3-4   | 2-4   | 0-1   |        | 23-36          |
| Олимпийские игры       |       |               |               |               |       |               |               |               |       |       |       |        |                |
| Летняя олимпиада       | -     | Не проводился | Не проводился | Не проводился | 2Р    | Не проводился | Не проводился | Не проводился | -     | НП    | НП    | 0 / 1  | 1-1            |

К — проигрыш в квалификационном турнире.

### Парные турниры
| Турнир                 | 2000  | 2003  | 2004  | 2005  | 2006  | Итог   | В/П за карьеру |
| ---------------------- | ----- | ----- | ----- | ----- | ----- | ------ | -------------- |
| Турниры Большого Шлема |       |       |       |       |       |        |                |
| Australian Open        | 1Р    | 1Р    | 1Р    | 1Р    | 1Р    | 0 / 5  | 0-5            |
| Roland Garros          | -     | -     | 2Р    | 2Р    | -     | 0 / 2  | 2-1            |
| Уимблдон               | -     | 2Р    | 1Р    | 2Р    | -     | 0 / 3  | 2-3            |
| US Open                | -     | 1Р    | 3Р    | 1Р    | -     | 0 / 3  | 2-3            |
| Итог                   | 0 / 1 | 0 / 3 | 0 / 4 | 0 / 4 | 0 / 1 | 0 / 13 |                |
| В/П в сезоне           | 0-1   | 1-3   | 3-4   | 2-3   | 0-1   |        | 6-12           |
| Олимпийские игры       |       |       |       |       |       |        |                |
| Летняя олимпиада       | 1Р    | НП    | -     | НП    | НП    | 0 / 1  | 0-1            |